# Aeroportul Nemiscau
Aeroportul Nemiscau (IATA: YNS, ICAO: CYHH) este un aeroport din Provincia Québec, Canada ce deservește zona Nemaska⁠(d).
Situat la o altitudine de 244 m, aeroportul dispune de o singură pistă. Este operat de Hydro-Quebec⁠(d).